# 迦太基圣团
迦太基圣团（Sacred Band of Carthage）是古希腊历史学家使用的名称，指的是公元前4世纪在军事行动中服役的迦太基公民的精锐步兵部队。目前尚不清楚他们是如何识别自己的，也不清楚他们是否被认为是独特的形成者。由于迦太基公民通常只担任军官或骑兵，所以“圣地军团”很不寻常。